# Proporcellio siculorum
Proporcellio siculorum är en kräftdjursart som först beskrevs av Arcangeli1935.  Proporcellio siculorum ingår i släktet Proporcellio och familjen Porcellionidae. Utöver nominatformen finns också underarten P. s. panormitanus.